# Restless (Funeral-Doom-Band)
Restless ist eine 2016 gegründete Funeral-Doom-Band.

## Geschichte
Die als „Wald“ und „Ulv“ in unterschiedlichen italienische Musikgruppen aktiven und sonst anonym agierenden Musiker gründete Restless 2016 in Trevi als ein am Funeral Doom orientiertes Studioprojekt. Mit Restless Austerity produzierten beide das Album Funeral Impression, das 2017 über das ukrainische Independent-Label Depressive Illusions Records als CD und MC erschienen. Als Sänger brachten sich der französische Funeral-Doom- und Dark-Ambient-Musiker „Hangsvart“ von Abysmal Growls of Despair und Arrant Saudade sowie die ukrainische Black-Metal-Sängerin Lilita Arndt von Ieschure ein.

## Stil
Die von Restless gespielte Musik wird dem Funeral Doom zugerechnet. Das vermarktende Label Depressive Illusions Records verweist hinzukommend auf die erste Veröffentlichung der Gothic-Metal-Band Theatre of Tragedy zum einordnenden Vergleich. Die Musik kombiniert entsprechend folkloristisch-akustische Gitarren-Passagen, eine helle Leadgitarre und dem hallenden Klargesang von Lilita Arndt mit schweren wie auch melodischen Riffing, schleppendem Tempo und dem gutturalen Growling „Hangsvarts“.

## Diskografie
- 2017: Funeral Impression (Album, Depressive Illusions Records)